# Tipula (Lunatipula) quadriatrata
Tipula (Lunatipula) quadriatrata is een tweevleugelige uit de familie langpootmuggen (Tipulidae). De soort komt voor in het Palearctisch gebied.